# おかめきけ〜群馬発!上毛かるた奮闘記〜
『おかめきけ〜群馬発!上毛かるた奮闘記〜』（おかめきけ ぐんまはつ じょうもうかるたふんとうき）は2022年の日本映画。群馬県民に愛されている「上毛かるた」をテーマにした市民参加型の映画であり、「まち映画」30作目となる。

## 概要
2020年に、群馬県内在住の小学生から大人向けにオーディションを実施し、製作費捻出のためクラウドファンディングを活用した。
撮影は、新型コロナウイルス感染症（COVID-19）の流行にともない一時中断があったが、2021年4月から7月にわたって群馬県内各地で実施。

## キャスト
- 町田和子 - 森川美桜(主人公。東京から群馬に引っ越してきた小学生。)
- 森山世梛 - 絹野万結(美桜を上毛かるたのチームに誘う。)
- 髙橋友愛 - 三波紫温(美桜を上毛かるたのチームに誘う。)
- 内林鉄生 - 並木冬真(小学生個人戦王者。個人戦では強いが、団体戦だと力が発揮できない。)
- 佐藤壮成 - 山田朔太郎(伝説の五人衆のひとり)
- 伊藤綾香 - 谷川麗(伝説の五人衆のひとり)
- 高岩七菜 - 野原香保(伝説の五人衆のひとり)
- 宇田心星 - 花山渓(伝説の五人衆のひとり)
- 小出鈴音 - 多胡舞(伝説の五人衆のひとり)
- 堀口聡 - 滝数馬(プラモデル屋の店主。)
- 渡辺博之 - 森川貴紀(美桜の父。支援金を活用し藤岡市に引っ越すことに。)
- 高野良美 - 森川さくら(美桜の母。)
- 久保田忍 - 富岡ゆかり(美桜が通う小学校の担任。)
- 高浦俊子 - 清水糸(美桜の母方の祖母。)
- 大井田健一 - 並木重兵衛(冬真の祖父。群馬県上毛かるた連盟会長。)
- 渋川清彦（特別出演）

## スタッフ
- 監督・脚本・編集: 藤橋誠
- プロデューサー: 阿野剛士
- 原作・デスク: 西山裕美
- 撮影監督: 中島元気
- 音楽監督: ゆいだいき
- 主題歌: 中山姫李『あさきゆめみし』[6]